# Avitus taylori
Avitus taylori is een spinnensoort in de taxonomische indeling van de springspinnen (Salticidae).
Het dier behoort tot het geslacht Avitus. De wetenschappelijke naam van de soort werd voor het eerst geldig gepubliceerd in 1901 door Elizabeth Maria Gifford Peckham & George William Peckham.